# Planomicrobium
Planomicrobium ist eine Gattung von Bakterien.

## Merkmale

### Erscheinungsbild
Die Zellen sind stäbchenförmig oder bilden Kokken. Auch sehr kurze stäbchenförmige Zellen können auftreten. Endosporen werden nicht gebildet. Sie besitzen eine polare Geißel, auch peritriche Begeißelung tritt auf. Die Farbe der Kolonien ist je nach Art gelb oder orange bis blass-orange. Die Kolonien sind glatt und kreisförmig.

### Stoffwechsel
Planomicrobium ist heterotroph. Die Arten sind strikt aerob, also auf Sauerstoff angewiesen. Der Katalase-Test und der Urease-Test verläuft immer negativ. Andere Unterscheidungsmerkmale, wie der Oxidase-Test, die Reduktion von Nitrat und Hydrolyse von Casein, Gelatine, Stärke und Polysorbat 80 (Tween 80) sowie die Äskulinspaltung sind je nach Art unterschiedlich.
Zu den Arten die Nitrat zu Nitrit reduzieren zählen z. B. P. chinense und P. mcmeekinii. Positiv verläuft der Oxidase-Test bei z. B. der Art Planomicrobium psychrophilum, negativ bei P. alkanoclasticum, P. chinense und P. mcmeekinii.

### Chemotaxonomische Merkmale
Die einzelnen Arten der Gattung Planomicrobium sind grampositiv bis gramvariabel. Die überwiegend vorhandenen Menachinone sind, je nach Art, MK-8 und MK-7 (z. B. Planomicrobium soli) oder MK-8, MK-7 und MK-6 (z. B. P. koreense). Der GC-Gehalt in der DNA liegt bei den Arten zwischen 35 und 49 Mol-Prozent. Der Peptidoglycan-Typ ist A4α, die beiden Tetrapeptide der Peptidbrücke sind entweder über eine Asparaginsäure (L-Lys-D-Asp) oder über eine Glutaminsäure (L-Lys-D-Glu) verbunden. Die hauptsächlichen Phospholipide der Membran sind Phosphatidylethanolamine, Phosphatidylglycerine und Diphosphatidylglycerine.

## Systematik
Die Typusart ist Planomicrobium koreense, sie wurde von Jung-Hoon Yoon et al. im Jahre 2001 erstmals beschrieben. In dieser Arbeit wurden auch die damals zu der Gattung Planococcus zählenden Arten Planococcus okeanokoites (Nakagawa et al. 1996) und Planococcus mcmeekinii (Junge et al. 1998) zu der Gattung Planomicrobium transferiert. Im Jahre 2005 wurden noch zusätzlich die Arten Planococcus psychrophilum und Planococcus alkanoclasticus zu Planomicrobium gestellt.
Im Februar 2018 sind folgende 10 Arten bekannt:
- Planomicrobium alkanoclasticum (Engelhardt et al. 2001) Dai et al. 2005
- Planomicrobium chinense Dai et al. 2005
- Planomicrobium flavidum Jung et al. 2009
- Planomicrobium glaciei Zhang et al. 2009
- Planomicrobium koreense Yoon et al. 2001
- Planomicrobium mcmeekinii (Junge et al. 1998) Yoon et al. 2001
- Planomicrobium okeanokoites (ZoBell and Upham 1944) Yoon et al. 2001
- Planomicrobium psychrophilum (Reddy et al. 2002) Dai et al. 2005
- Planomicrobium soli Luo et al. 2014
- Planomicrobium stackebrandtii (Mayilraj et al. 2005) Jung et al. 2009

## Etymologie
Der Gattungsname setzt sich aus den griechischen Worten planos („Wanderer“) und micros („klein“) zusammen und bezieht sich auf die Größe (es handelt sich entweder um Kokken oder kurze Stäbchen) und Eigenschaft der Motilität dieser Bakterien.

## Ökologie
Die einzelnen Arten wurden aus verschiedenen Habitaten isoliert, z. B. aus Süßwasser, Meerwasser und Boden. Planomicrobium glaciei wurde aus Proben von gefrorenen Boden eines Gletschers in dem uigurischen autonomen Gebiet Xinjiang, P. okeanokoites aus marinen Schlamm und P. chinense aus Küstensedimenten des ostchinesischen Meeres isoliert.
Es sind auch psychrophile Arten bekannt, so zeigt P. glaciei Wachstum bei Temperaturen zwischen 4 und 28 °C, optimales Wachstum findet bei 20 – 21 °C statt. Es wurde in Proben von gefrorenen Boden eines Gletschers in dem uigurischen autonomen Gebiet Xinjiang gefunden. P. psychrophilum wurde aus Blaualgenmatten in den Antarktischen Trockentälern (McMurdo Dry Valleys) isoliert. Wachstum erscheint bei dieser Art bei Temperaturen zwischen 2 und 30 °C. Optimales Wachstum erfolgt bei 22 °C.
Das Bakterium P. alkanoclasticum wurde aus einem mit Rohöl kontaminierten Bach in England isoliert. Durch seine Fähigkeit eine Vielfalt von linearen und verzweigten Alkane mit bis zu 33 C-Atomen abzubauen ist Planomicrobium alkanoclasticum von Interesse für die Reinigung von kontaminierten Böden.